# パンパシフィックチャンピオンシップ2008
パンパシフィックチャンピオンシップ2008もしくはパンパシフィック選手権2008（英: Pan-Pacific Championship 2008）は、2008年に開催された第1回目のパンパシフィックチャンピオンシップである。ガンバ大阪が初代優勝チームに輝いた。大会得点王はガンバ大阪のバレー（5得点）。
アメリカ合衆国から2チーム、日本から1チーム、オーストラリアから1チームの計4チームが出場。試合はすべてアメリカ合衆国ハワイ州ホノルルにあるアロハ・スタジアムで行う。

## 出場クラブ
| クラブ名                   | 所在国         | 所属リーグ | 参加資格                  |
| -------------------------- | -------------- | ---------- | ------------------------- |
| ガンバ大阪                 | 日本           | Jリーグ    | ナビスコカップ2007 優勝   |
| ロサンゼルス・ギャラクシー | アメリカ合衆国 | MLS        | スーパーリーガ2007 準優勝 |
| ヒューストン・ダイナモ     | アメリカ合衆国 | MLS        | MLSカップ2007 優勝        |
| シドニーFC                 | オーストラリア | Aリーグ    | Aリーグ2007-2008 4位      |

## 結果

### トーナメント表
|  | 準決勝                                   | 準決勝                                   |                                          |                                          | 決勝 | 決勝 |
|  |                                          |                                          |                                          |                                          |      |      |
|  | 2月20日 – ホノルル（アロハ・スタジアム） |                                          |                                          |                                          |      |      |
|  | ガンバ大阪                               | 1                                        |                                          |                                          |      |      |
|  | ロサンゼルス・ギャラクシー               | 0                                        |                                          |                                          |      |      |
|  |                                          |                                          | 2月23日 – ホノルル（アロハ・スタジアム） |                                          |      |      |
|  | ガンバ大阪                               | 6                                        |                                          |                                          |      |      |
|  |                                          | ヒューストン・ダイナモ                   | 1                                        |                                          |      |      |
|  |                                          |                                          |                                          |                                          |      |      |
|  | 3位決定戦                                |                                          |                                          |                                          |      |      |
|  | 2月20日 - ホノルル（アロハ・スタジアム） | 2月20日 - ホノルル（アロハ・スタジアム） | 2月23日 - ホノルル（アロハ・スタジアム） | 2月23日 - ホノルル（アロハ・スタジアム） |      |      |
|  | ヒューストン・ダイナモ                   | 3                                        | ロサンゼルス・ギャラクシー               | 2                                        |      |      |
|  | シドニーFC                               | 0                                        |                                          | シドニーFC                               | 1    |      |

### 準決勝
| 2008年2月20日 18:00 HST |

| ガンバ大阪 | 1 - 0    | ロサンゼルス・ギャラクシー |
| バレー 3分 | レポート |                            |

| アロハ・スタジアム（ホノルル） 観客数: 15,128人 主審: バルドメロ・トレド |

| 2008年2月20日 20:30 HST |

| ヒューストン・ダイナモ                                      | 3 - 0    | シドニーFC |
| デ・ロサリオ 28分 · ホールデン 29分 · ウォンドロウスキ 43分 | レポート |            |

| アロハ・スタジアム（ホノルル） 観客数: 15,128人 主審: アレックス・プラス |

### 3位決定戦
| 2008年2月23日 18:00 HST |

| ロサンゼルス・ギャラクシー | 2 - 1    | シドニーFC  |
| アレン 3分 · トゥデラ 45分 | レポート | ルノー 42分 |

| アロハ・スタジアム（ホノルル） 観客数: 23,087人 主審: ブライアン・ホール |

### 決勝
| 2008年2月23日 20:30 HST |

| ガンバ大阪                                                    | 6 - 1    | ヒューストン・ダイナモ |
| バレー 13分, 25分, 59分, 71分 · ルーカス 62分 · 山崎雅人 77分 | レポート | クラーク 10分          |

| アロハ・スタジアム（ホノルル） 観客数: 23,087人 主審: ケヴィン・スコット |

## 優勝クラブ
| パンパシフィックチャンピオンシップ 2008 優勝 |
| -------------------------------------------- |
| ガンバ大阪 1回目                             |

## 大会成績
- 優勝：ガンバ大阪
- 準優勝：ヒューストン・ダイナモ
- 3位：ロサンゼルス・ギャラクシー
- 4位：シドニーFC